# Vilhelm 1. af Sicilien
Vilhelm 1. (1131 – 7. maj 1166), med tilnavnene den onde eller den slemme, var den anden konge af Kongeriget Sicilien, og han besteg tronen, da faderen, Roger 2., døde i 1154. Vilhelm var den fjerde søn i ægteskabet mellem Roger 2. og Elvira af Castilien.
Der er ikke meget belæg for Vilhelms tilnavn "den onde". Det synes primært at have været brugt af historikeren Hugo Falcandus og af baronerne, der var modstandere af kongen og hans betroede embedsmænd. Blandt senere historikere er der enighed om, at Vilhelm ikke kunne leve op til faderen med hensyn til begavelse og handlekraft. I stedet foretrak han et tilbagetrukket liv i næsten arabisk stil (med harem) i sine prægtige paladser i og omkring Palermo.

## Opvækst
Vilhelm var en efternøler i faderens ægteskab, og hans tre brødre var mere end ti år ældre. Der var ikke knyttet nogle særlige forventninger til ham, og han fik ingen titler eller pligter, der skulle forberede ham til at regere. Han voksede op som en stor og stærk mand, der efter sigende kunne rette hestesko ud med de bare næver. Han var helt klart en bedre kriger end sin far, men manglede til gengæld energi og interesse for at beskæftige sig med verden omkring sig, og tilbragte i stedet tiden med afslapning i rigets paladser. Hans situation ændrede sig imidlertid i takt med, at hans ældre brødre døde, og da den ældste bror Roger døde i 1148, var han pludselig tronarving og slet ikke forberedt på opgaven.

## Konge af Sicilien
Da faderen døde i 1154, beholdt Vilhelm de fleste af hans rådgivere. Pladsen som øverste embedsmand, emirernes emir ("ammuratus ammuratum"), havde stået tom siden henrettelsen af Philip af Mahdia i 1153, og en af Vilhelms første handlinger bestod i af forfremme kansler Maio af Bari til titlen. Det var en god beslutning. Maio var veluddannet og søn af en rig oliehandler, og han havde den indsigt i rigets anliggender, der krævedes af en stor statsmand. Maio videreførte den politik, der gik ud på at holde højadelen uden for indflydelse, og han var aldrig bange for at træffe upopulære beslutninger, når han mente, de var rigtige. Norwich vurderer, at hvis den unge konge ikke havde haft Maio til forme politikken, ville hans regeringstid været blevet afbrudt i løbet af få måneder.
Udfordringerne kom hurtigt. Det var Vilhelms uheld, at han regerede samtidigt med to af de mest kompetente kejsere i henholdsvis det tysk-romerske (Frederik Barbarossa) og det byzantinske rige (Manuel Comnenus) og to af de mest betydningsfulde paver i det 12. århundrede (Hadrian 4. og Alexander 3.). Et held i uheld var det så, at disse tre parter, skønt de var fælles om et fjendskab mod Sicilien, aldrig kunne blive enige indbyrdes.
Frederik Barbarossa var i Italien i 1155, og i juni blev han kejserkronet af Hadrian i Rom. De to aftalte et angreb på Syditalien, men kejserens tyske riddere ville hjem, og Frederik måtte afblæse felttoget. Dermed var Syditalien langtfra reddet, for de lokale baroner, der var vrede over at være holdt uden for indflydelse, gjorde oprør, ledet af kong Vilhelms fætter, grev Robert af Loritello. I sommeren 1155 sendte kejser Manuel to af sine bedste generaler, Michael Palaeogolus og John Ducas til Syditalien. De havde ikke mange tropper med sig, men til gengæld masser af penge og en flåde på 10 skibe. De normanniske baroner og græske (byzantinske) tropper sluttede sig sammen, og de erobrede først Bari, der havde en overvejende græsk befolkning fra den tid, hvor byen var hovedstad for det byzantinske vicekongedømme i Syditalien. Senere fulgte Trani, Giovinazzo, Andria og Taranto, mens Brindisi kom under belejring. Pave Hadrian gik også ind i kampen, så i september 1155 drog han sydpå med en hær af lejesoldater, og flere af baronerne i Campanien anerkendte ham som deres lensherre. Det så sort ud for Vilhelm. Selv lå han syg i Palermo – der gik vedholdende rygter om, at han var død – og den hær, han fik udrustet i Syditalien, led nederlag.
Under kongens sygdom havde Maio holdt hovedet koldt, og sørget for ro på Sicilien. En ny hær blev udrustet og flåden blev gjort klar, så da kongen kom sig i foråret 1156, var der basis for at gå til modangreb. Politik var ikke Vilhelms stærke side, men krigerhåndværket kunne han, og med usædvanlig energi satte han sig i spidsen for en hær, der i april 1156 blev sat i land i Calabrien. Efter at have deltaget i overførslen, satte flåden kurs mod det belejrede Brindisi.
Da de oprørske baroner hørte om Vilhelms hær, begyndte de at miste modet, og de forlod belejringshæren. Palaeogolus døde efter en kort sygdomsperiode, så det var op til John Ducas at fortsætte belejringen. Da Vilhelms hær nåede frem i maj 1156, var det Ducas' tur til at være belejret, og da Vilhelms styrker angreb den 28. maj, samtidigt fra landsiden og søsiden, var det slut for Ducas, der blev taget til fange med resterne af sin hær. Alle hans erobringer var tabt, og som Norwich skriver, var det som om grækerne aldrig havde været der.
Vilhelms hær drog nordpå, og der var ingen nåde for de oprørske baroner. Pave Hadrian måtte slutte en ydmygende fred i Benevento den 18. juni, og i traktaten anerkendte pavedømmet for første gang officielt normannernes herredømme over det nordlige Abruzzo og dele af Marche. Vilhelm vendte tilbage til Sicilien i juli 1156 og genoptog det behagelige liv i sine paladser. Sicilien var stadig i krig med grækerne, og i sommeren 1157 blev der sendt en flåde på 164 skibe, med næsten 10.000 mand om bord til de byzantiske områder ved Ægæerhavet. Tropperne hærgede Euboea og området ved Volosbugten, under ledelse af Maios bror Stefan, der var blevet forfremmet til admiral. Så var byzantinerne parate til at slutte fred, og i løbet af 1158 fik parterne udvekslet fanger og skrevet under på en fredsaftale, som ikke er bevaret.

### Nye alliancer
Pave Hadrian og kejser Frederik var i disse år på kollisionskurs, og et af de centrale stridspunkter var spørgsmålet om, hvorvidt kejseren havde fået sin krone som vasal af paven, eller om han var Guds verdslige repræsentant på Jorden, mens paven var den religiøse. Uenigheden slog ud i lys lue, da kejseren holdt rigsdag i Besançon i oktober 1157. Den pavelige udsending, kardinal Roland, var tæt på at miste livet, og da kejseren arriverede i Norditalien med en stor hær i juli 1158, stod det klart for paven, at han havde brug for nye allierede. Frederiks officielle hensigt var at undertvinge de oprørske norditalienske byer, men når det var gjort, var der intet, der forhindrede ham i at fortsætte sydpå. Denne trussel var Maios diplomater glimrende til at forklare paven, så parterne nåede til forståelse, og i august 1159 holdt de møde i byen Anagni. Her deltog også repræsentanter for de norditalienske byer Milano, Crema, Piacenza og Brescia, og de skabte grundlaget for det, der senere blev til den Lombardiske Liga. Den følgende måned døde Hadrian, og i stedet blev kardinal Roland valgt som pave Alexander 3.. Kejser Frederik anerkendte imidlertid en modpave, Viktor 4., og Alexanders svar var at lyse kejseren i band. Alexander måtte drage i eksil i flere år, men i november 1165 kunne han endelig vende tilbage til Rom, beskyttet af sicilianske tropper. Koalitionen med paven og lombarderne var stærkt medvirkende til, at kejser Frederik aldrig fik lejlighed til at angribe Syditalien og Sicilien.

### De nordafrikanske besiddelser
Mens kongeriget var alvorligt truet i begyndelsen af 1156, benyttede den lokale sheik, der var indsat som guvernør i Sfax (i det nuværende Tunesien), lejligheden til at gøre oprør, og den 25. februar 1156 blev alle kristne i byen myrdet. Kort efter gjorde også øerne Djerba og Kerkenna oprør og løsrev sig. I 1158 nåede oprøret til Tripoli, og i sommeren 1159 var der kun Mahdia tilbage som siciliansk besiddelse i Nordafrika. Ud over sin sædvanlige befolkning husede byen nu også alle de kristne, der var flygtet fra de tabte områder. Den politiske situation i Nordafrika havde ændret sig væsentligt. Tidligere havde området omkring de sicilianske kolonier været regeret af lokale sheiker, men nu havde almohaderne overtaget Nordafrika, og under ledelse af Abd al-Moumen indledte de en belejring og blokade af Mahdia den 20. juli 1159. Byen var velforsynet med tropper og mad, så i første omgang ventede indbyggerne med fortrøstning på en undsætningsflåde fra Sicilien. Flåden kom også, for på dette tidspunkt var admiral Peter af Djerba med 160 skibe på togt mod saracenerne på de Baleariske øer, og han blev straks sendt til Mahdia, hvor han arriverede i september. Hugo Falcandus skriver, at Peter vendte om, så snart han så de arabiske skibe, men Norwich citerer arabiske kilder, der fortæller, at flåden faktisk var blevet splittet af en voldsom storm, og at skibene, der ankom enkeltvis til Mahdia, ikke kunne stille noget op mod araberne, og derfor vendte om. Peter blev da heller ikke gjort ansvarlig for den mislykkede undsætning. Der kom aldrig nogen undsætningsflåde, og Mahdia overgav sig i januar 1160. Maio blev stærkt upopulær på grund af tabet af de nordafrikanske besiddelser, men Norwich vurderer, at Maio simpelt hen havde taget bestik af den nye situation i Nordafrika. Det ville kræve voldsomme resurser at føre krig mod almohaderne, og udbyttet ville slet ikke stå mål med indsatsen.

### Mordet på Maio af Bari
Emiren Maio havde i praksis ledet landet siden Vilhelms kroning, og han havde ikke på noget tidspunkt delt magten med højadelen. Det havde naturligvis skaffet ham mange fjender blandt de grever og baroner, der følte sig kaldet til at deltage i landets styre. Maios spioner havde gennem alle årene været i stand til at tage eventuelle kupplaner i opløbet, men den folkelige modstand mod emiren efter nederlaget i Afrika gjorde deres opgave sværere. De utilfredse adelsmænd dannede i slutningen af 1159 en ny sammensværgelse, og som den centrale person, der skulle myrde Maio, valgte de Matteo Bonello. Den unge Bonello var meget afholdt af Maio, og selv om spionerne fandt ud af, at han var med i en sammensværgelse, slog Maio det hen, da Bonello friede til Maios datter. Den 10. november 1160 besøgte Maio om aftenen ærkebispen af Palermo, og da han var på vej tilbage til sit hjem, blev han stukket ned af Bonello og de øvrige sammensvorne. Vilhelms situation var vanskelig. På overfladen affandt han sig med det skete og udnævnte nye rådgivere, der var mere spiselige for oprørerne, og han gjorde intet for at retsforfølge de sammensvorne. Men situationen spidsede til, og kupmagerne ønskede at få Vilhelm afsat, hvorefter de kunne regere på vegne af hans mindreårige søn. Den 9. marts 1161 bemægtigede de sig det palads, hvor kongen opholdt sig. Vilhelm var nu i praksis fange, og paladset blev plyndret efter alle kunstens regler. Blandt andet forsvandt den store kunstfærdige globus af sølv, som Al-Idrisi havde skabt til Roger 2., og den er aldrig siden dukket op. Ærkebiskop Romuald af Salerno og flere andre biskopper fik hidset befolkningen op på kongens vegne, og 11. marts blev han befriet. Til kongens store sorg blev hans ældste søn Roger under angrebet ramt af en vildfaren pil og døde. Oprørerne havde stadig stor magt, men Vilhelm viste sin handlekraft og fik kaldt tropper til Palermo, og snart efter var han i stand til at nedkæmpe revolten på Sicilien. De sammensvorne blev straffet hårdt, og Bonello blev blindet og døde kort efter. Samtidig med, at urolighederne brød ud på Sicilien, gjorde de fleste af de syditalienske lensherrer (igen) oprør. Først i marts 1162 havde Vilhelm fået ryddet så meget op på Sicilien, at han var klar til at krydse strædet til Calabrien, og så snart han ankom med sin hær, faldt oprøret (igen) sammen, og de ansvarlige fik strenge straffe.

### Kongens sidste år
Da revolten var slået ned, kunne Vilhelm på ny trækkes sig tilbage til det behagelige liv i paladserne. Han overlod regeringen og de repræsentative forpligtelser til sine rådgivere, og selv da pave Alexander 3. kom til Messina for at få støtte, havde kongen ikke tid til at møde ham. I stedet var det rådgiverne, der sørgede for, at paven fik penge og en stærk livgarde, der kunne følge ham til Rom. Ledelsen af landet var i Vilhelms sidste år overladt til et triumvirat, der bestod førstenotaren Matteo d'Ajello (af lombardisk afstamning), den muslimsk fødte "kaid" Peter (identisk med admiral Peter, der led nederlag ved Mahdia), og englænderen Richard Palmer, der som ærkebiskop repræsenterede kirken. I disse år kunne Vilhelm koncentrere sig om byggeprojekter som paladset Zisa (fra arabisk aziz, storslået), som han dog ikke nåede at se færdigbygget. Vilhelm døde 7. maj 1166 og blev først begravet i kapellet i kongepaladset, og siden i den nyopførte domkirke i Monreale, syd for Palermo.

## Genealogi
```
 
ROGER 1.
 (c.1031 – 1101)
, greve af Sicilien (1062), o=o (1) 1061 Judith af Evreux (1050 – 1076)
     │                                               o=o (2) 1077 Eremberge af Mortain († 1087)
     │                                               o=o (3) 1087 Adelaide af Vasto (1074 – 1118)
     ├─1> Matilde af Hauteville (1062 – 1094) o=o Raimund 4. af Toulouse
     ├─1> Adelicia († 1096), o=o Henry, greve af Monte Sant'Angelo
     ├─1> Emma († 1120), o=o Rudolf Maccabeo, greve af Montescaglioso
     │ 
     ├─2> 
Mauger
, greve af Troina (c.1080 – c.1100)
     ├─2> Busilla (Felicia) (c.1080 – 1102), o=o Koloman, konge af Ungarn, 
     ├─2> Constance af Sicilien (c.1080 – 1138), o=o Konrad 2. af Italien 
     ├─2> Iolanda, o=o Robert af Bourgogne 
     ├─2> Judith, o=o Roberto 1. af Bassunvilla   
     │ 
     ├─3> 
Simon af Sicilien
 (1093 – 1105)
, greve af Sicilien 1101
     ├─3> Matilde af Hauteville (c.1090 – 1119)   o=o (2)Rainulf 3. af Alife 
     └─3> 
ROGER 2.
 (1095 – 1154)
, greve (1105) derpå konge af Sicilien (1130)
          │           o=o (1) 1116 Elvira Alfonso af Castillien (1097 – 1135)
          │           o=o (2) 1149 Sibille af Borgogne (1126 – 1150)
          │           o=o (3) 1151 Beatrice af Rethel (c.1135 – 1185)
          │    
          ├─1> 
Roger 3. af Apulien (1118 – 1148)
, hertug af Apulien og Calabrien, (o=o) Bianca af Lecce
          │     └──> 
TANCRED (1138 – 1194)
, greve af Lecce, konge af Sicilien (1189 – 1194), o=o Sibylla af Acerra
          │          ├──> 
Roger 3. af Sicilien (1175 – 1193)
, medkonge af Sicilien 1193, o=o Irene Angelo 
          │          ├──> Costanza, o=o Pietro Ziani, doge af Venezia           
          │          ├──> Valdrada af Hauteville, o=o Jacopo Tiepolo, doge af Venezia
          │          ├──> Maria Albina af Lecce c.1175 – 1234), grevinde af Lecce, o=o 1200 Gauthier 3. af Brienne
          │          └──> 
VILHELM 3. (1185 – 1198)
, konge af Sicilien (1194)
          │     
          ├─1> 
Tancred af Bari (c.1120 – 1138)
, fyrste af Bari (og Taranto)
          ├─1> 
Alfonso af Hauteville (c.1122 – 1144)
, fyrste af Capua, hertug af Napoli
          ├─1> 
VILHELM 1. 
(den onde)
 (1131 – 1166)
, konge af Sicilien (1154 – 1166), o=o Margarita af Navarra
          │    ├──> 
Roger 4. af Apulien (1150 – 1161)
, hertug af Apulien      
          │    ├──> 
VILHELM 2.
 
(den gode)
 (1153 – 1189)
, konge af Sicilien (1166 – 1189), o=o 1177 Joan af England (1165-1199)
          │    ├──> 
Henri af Hauteville (1158 – 1172)
, fyrste af 
Capua

          │    └──> Matina, o=o Margarito af Brindisi
          │
          ├─1> Adelicia (c.1130 – ?), o=o Gozzolino af Loreto    
          ├-N> 
Simon af Taranto

          │     
          └─3> 
CONSTANCE
 (1154 – 1198), o=o Henrik 6. (1165 – 1197) tysk-romersk kejser (1191 – 1197)
               └──> 
Frederik 2.
 (1194 – 1250), tysk-romersk kejser (1212 – 1250)
```